# Solcelle
|                         |                                      |                    |
| engelsk (katode (+) op) | solcelle og fotodiode (katode højre) | tysk (katode nede) |

En solcelle eller en fotovoltaisk-celle er en diode, der fungerer som transducer, der via den fotovoltaiske effekt omdanner en del af den modtagne lysenergi (typisk synlige og infrarøde elektromagnetiske bølger) til elektrisk energi. Lyskilden kan f.eks. være solens solenergi.
En fotovoltaisk-celle omfatter alle celler uanset optimal fotonbølgelængde – hvorimod solcellers primære anvendelseshensigt er til dele eller hele solens udsendte bølgelængdeinterval indenfor eller udenfor jordens atmosfære.
En solcelle virker stort set ligesom en fotodiode. Solcellen har et meget stort chip areal i forhold til fotodioden.
Flere solceller sættes som regel sammen elektrisk og pakkes ind i plast, glas og en aluminiumsramme for at beskytte solcellerne – og kaldes så et solcellepanel.

## Historisk
Den første solcelle blev opfundet i 1940 af Russell Ohl.

## Solcelleegenskaber
Solceller eller solcellemoduler kan karakteriseres ved følgende egenskaber:
- Holdbarhed – de bliver garanteret en holdbarhed på mellem 5 og 40 år afhængig af type og indpakning.
- Effektiviteten – for sollys er effektiviteten mellem nogle procent og 44.7 % (rekord 2013)[2]. Typisk har monokrystalline og polykrystaline solceller en effektivitet på 10-21 % – amorfe solceller har typisk en effektivitet på 4-8 %. Det formodes at den teoretiske grænse er 87 %.
- Lavlys effektivitet – har betydning ved overskyet vejr og hvis det samtidig regner.
- Mørkelækstrøm – hvis et solcellepanel har en betydende lækstrøm skal solcelleregulatoren slå panelet fra, så akkumulatoren ikke aflades.
- Effektivitetsformindskelse som funktion af temperaturen. Mange solceller leverer mindre energi ved stigende temperaturer – nogle ca. -0,44%/°C. De fleste solcellers effektivitet er angivet ved en temperatur på 25°C[3].
- Energimætningsniveau. Nogle solceller kan kun levere en maksimal energi ved en given temperatur over en vis belysning. F.eks. begynder nogle solceller at mætte ved ca. 800W/m² for almindelige driftstemperaturer på ca. 40-50 °C.

## Optimering af sollys til solcellen og omvendt
En given solcelles effektivitet er langt højere ved den rette bølgelængdebelysning. F.eks. har almindelige siliciumbaserede monokrystalline solceller en effektivitet på 50%, hvis de belyses med infrarødt lys med en bølgelængde på ca. 900 nm. 
Grunden til at 900-1000 nm er optimalt skyldes at en foton med denne bølgelængde, under absorption netop separerer til et elektronhul og en "fri" elektron, med minimal omdannelse af lysenergi til normalt nytteløs varmeenergi.

### Fluorescens
Fotoner med en bølgelængde større end ca. 1200nm, kan ikke direkte gøre nytte i monokrystalline siliciumbaserede solceller, men ved at give solcellen opkonverterende "briller" på bagsiden kombineret med et spejl, kan disse fotoner omdannes til fotoner med en bølgelængde mindre end eller lig 900nm.
Herudover er der blevet opdaget en proces som kan få en solcelles effektivitet øget markant, kaldet PETE (photon enhanced thermionic emission).

### Stakning af forskellige solceller
En anden måde at øge virkningsgraden af solceller på er at lægge flere forskellige solceller, der hver især er optimeret til hvert deres bølgelængdeinterval, ovenpå hinanden og lade den øverste omsætte f.eks. det blålige og grønlige lys effektivt – og det næste solcelle omsætte det gullige og rødlige lys osv.

## Anvendelse
Solceller bliver anvendt til at el-energiforsyne mange typer af udstyr; satellitter, lommeregnere, havelamper, campingvogne, radioapparater, ure, mobiltelefoner, både, bøjer, alarmtelefoner og det offentlige elnet.
En enkelt solcelle kan kun lave en spænding på 0,4..0,7V - og for større celler (12 cm sidelængde) kan deres strøm være mellem 5-7 A ved klar solskin. Legetøjssolceller kan give mellem nogle få mA til 500 mA. Spændingen på ca. 0,5 V er som regel for lav, så det er normalt at man serieforbinder mange solceller så man får op til ca. 15..18 V. Det er også muligt at anvende en step-up-smps-konverter. Kan man selv bygge elektronik kan man selv lave en step-up-smps-konverter eller step-down-smps-konverter. Solceller har hyppigt et blålige skær, men andre har andre mørke nuancer. Solcellen kan have nogle af følgende egenskaber; stiv, bøjelig og mere eller mindre gennemsigtig.
Solceller producerer jævnstrøm (DC). Dette kan anvendes direkte via en solcelleregulator til at oplade en akkumulator eller andet egnet. Det kan f.eks. være en "deep-cycle" blyakkumulatorer, der dog er 3-10 gange dyrere end almindelige bil- og UPS-akkumulatorer. Bil og UPS akkumulatorer kan ikke tåle at være afladet i længere tid.
Generelt kan dagens akkumulatorer (2004) ikke gemme så meget energi per kg i forhold til f.eks. benzin og ætanol. Dette gælder især "deep-cycle" blyakkumulatorer.
Måske er en nikkel-jern-akkumulator bedre egnet, da de ifølge en del kilder kan holde 30-50 år, selv med mange lange afladede perioder. Holdbarhedsmæssigt kan det tænkes at Lithium-jern-fosfat-akkumulator vil tangere nikkel-jern-akkumulator. I alle andre henseender er Lithium-jern-fosfat-akkumulatoren nikkel-jern-akkumulator overlegen.
Når 230V-AC-udstyr skal strømforsynes fra solceller, kan en speciel vekselretter (eng. inverter) anvendes til el-energi konverteringen. Nogle invertere kan elnet-tilkobles - og hvis man har en aftale med elværket, kan man faktisk få penge for den energimængde som man afleverer.
Fra ca. år 2000 begyndte man at koble solceller pakket i solcellepaneler til det offentlige elnet via specielle elnet tilkoblede vekselrettere eller solcelle-mikrovekselrettere. I Danmark toppede mængden af nye solcelleanlæg per år i 2013, herefter sank interessen da nettomålerordningen på årsbaseret afregning blev afskaffet for nye solcelleanlæg.

## Fremtidige energilagringsmetoder
I fremtiden kan det tænkes at man kan gemme energien i brint (besværligt at gemme) eller bioætanol (miljøvenligt og let at opbevare).
 
En anden mulighed er at gemme energien i ætanol.

Man kan få svinghjul båret vha. magnetiske lejer i lufttomme kamre, der kan oplades og aflades ca. 100.000 gange uden forringelse. Kig i svinghjuls eksterne henvisninger. De kan lagre op til 15 kWh, også over lang tid, hvilket er meget i sammenligning med akkumulatorer. En 12V 400 Ah akkumulator kan gemme 12*400 = 4.800 Wh = 4,8 kWh.

## Solcelletyper
Der findes mange typer solceller:
- Monokrystallinske solceller af:
  - silicium
  - Gallium-Arsenid – dyre anvendes normalt kun i satellitter hvor vægt i forhold til effektivitet er vigtig.
  - Gallium-nitrid. Måske vil vi i fremtiden få solceller baseret på (x% In)GaN, da disse kan have teoretiske sollyseffektiviteter fra 40-72%.[12][13]
  - Cadmium-tellurid.
  - Kobber indium gallium selenid (CIGS).
- Polykrystallinske silicium-solceller.
- Amorfe silicium-solceller.
- CIS-solceller (Kobber Indium Selen). Gode lavlys-egenskaber. Lang holdbarhed.
- PEC-solceller (PhotoElectroChemical). Anvendes indlejret i vinduesruder. Virkningsgrad op til 10% (2004). Her hører "brombær"-solcellen også til. Den kaldes også for Grätzel-solcelle hvis den består af titandioxid nanopartikler med farvestofmolekyler. Grätzelcellen kan fremstilles langt billigere end de traditionelle siliciumsolceller.
- Kobber(I)oxid-solcellen. Kan laves selv men har normalt kun en virkningsgrad på ca. 0,5-1%.
- Muligvis kan der også laves solceller af Kobber(II)oxid.
- OLED (Organic Light Emitting Diodes). OLED består af halvledende plastmaterial (polymer). Sendes en strøm gennem disse, vil plasten lyse. Processen kan vendes om så OLED'en virker som en solcelle, men effekten er desværre meget lav. Ved at tilsætte C60-molekyler ("kulstoffodbolde", fullerener) til plasten, kan effektiviteten dog øges.